# Quat' Zieux
Quat' Zieux (Four Eyes!) est une série télévisée d'animation franco-irlandaise en 52 épisodes de 13 minutes, créée par Darryl Kluskowski et réalisée par Patrick Claeys. En France, la série a été diffusée à partir du 2 septembre 2005 sur France 3 dans l'émission France Truc et rediffusée sur Disney Channel et sur Gulli.

## Synopsis
Emma, l'extraterrestre aux quatre yeux, est envoyée sur Terre par ses parents pour redoubler sa sixième. Non seulement, Emma déteste les Terriens qu'elle compare à de « pathétiques sapiens décérébrés » mais pour alourdir sa punition, elle a été affublée d'une enveloppe corporelle peu gracieuse. Cependant peu à peu, Emma va s'habituer à sa nouvelle vie, apprécier ses camarades de classe... et tomber amoureuse.

## Épisodes
1. Dans l'enfer de la pub
2. Boucan d'enfer
3. La Piscine
4. Zoo illogique
5. Alter égo
6. L'Alien aux deux visages
7. Connexion tragi-cosmique
8. Ciel mes parents
9. Emma n°5
10. Magie noire
11. La Star du collège
12. Retour à la nature
13. Le Salaire du labeur
14. Une dette d'horreur !
15. Mission XQ7IAKA3615NORD
16. Tout nouveau, tout beau
17. L'Attaque des Schpountz
18. Coup de froid
19. Le Secret de Mademoiselle Cornil
20. Le Dessinateur masqué
21. Artistes en herbe
22. Recherche Hector désespérément
23. Un bébé sur les tentacules
24. Trop belle pour toi
25. Dingue de toi !
26. La Jumelle d'Emma
27. Atterrissage forcé
28. L'Emma du Loch-Ness
29. Emma directeur
30. Le Test
31. Revenez monsieur le directeur !
32. Extra-psyché plasmatoïde
33. L'Attaque des clones
34. Le Blues des mites
35. Tricher n'est pas jouer
36. SVP moins d'humanité
37. Amies pour la vie
38. Ben et Julie
39. Le Jugement Dernier
40. La Guerre du lait
41. Recto verso
42. Tristes destins
43. Les Yeux doux
44. Science friction

## Voix originales
- Jules de Jongh : Emma
- Liz Waterworth : Alex, Bertrand de Gonzagues
- Eric Meyers : Hector, Monsieur Payne
- Regine Candler : Estelle de Gonzagues, Meumeu
- Joanna Ruiz : Mademoiselle Cornil
- Tom Clark : Monsieur Mognon, Popo

## Voix françaises
- Nathalie Stas : Emma
- Stéphane Flamand : Alex
- Tony Beck : Hector
- Aline Mahaux : Estelle de Gonzagues
- Tania Garbarski : Bertrand de Gonzagues
- Franck Dacquin : Monsieur Payne
- Catherine Conet : Mademoiselle Cornil
- Robert Guilmard : Monsieur Mognon
- Pierre Bodson : Popo
- Ioanna Gkizas : Meumeu

## Commentaires
En anglais, l'expression « four eyes » peut aussi être un surnom un peu injurieux pour une personne qui porte des lunettes.